# هنريك هاغبيرغ
هنريك هاغبيرغ (بالسويدية: Henrik Hagberg)‏ هو طبيب وعالم أعصاب سويدي، ولد في 31 مارس 1955 في ستوكهولم في السويد.